# Лисаневич Борис Миколайович
Лисане́вич Бори́с Микола́йович (4 жовтня 1905, Одеса, Україна — 20 жовтня 1985, Катманду, Непал) — артист балету, менеджер готелю та ресторану. Допоміг розвитку туризму в Непалі, де він відкрив перший в країні готель Royal Hotel.

## Життєпис
Лисаневич був наймолодшим з трьох братів. Його прадід Григорій Іванович Лисаневич воював в Бородіно та його портрет знаходився у військовій галереї Зимового палацу. У віці дев'яти років він вступив в Одеський кадетський корпус. В 1924 році переїхав у Францію. В Монте-Карло він одружився з балериною Кірою Щербачовою. Він танцював у російському балеті Сергія Дягілєва до 1929 року. Робоча віза Лисаневича у Великій Британії закінчилася і у нього залишився лише паспорт Нансена. Він одержав роботу в Індії та організував у Колкаті Клуб 300. Лисаневич познайомився з майбутнім королем Непалу Трибгуваном в 1944 році та допомагав йому прийти до влади в 1951 році. Лисаневич був менеджером туризму в Непалі та консультував уряд з цього питання. Він відкрив перший готель в країні під назвою Royal Hotel і пізніше ресторан Yak & Yeti, який згодом став готелем Yak & Yeti. Лисаневич похований на цвинтарі британського посольства у Катманду.